# Martin Fröst
Martin Fröst (* 14. Dezember 1970) ist ein schwedischer Klarinettist und Dirigent. Als Klarinettist tritt er international auf und gilt als einer der renommiertesten Instrumentalsolisten überhaupt.
Fröst ist der erste Klarinettist, der mit einer der größten Auszeichnungen der klassischen Musik, dem Léonie-Sonning-Musikpreis, geehrt wurde; zu den Preisträgern gehören auch Igor Strawinsky, Leonard Bernstein, Miles Davis, Daniel Barenboim und Gidon Kremer. Im Jahr 2019 wurde er Chefdirigent des Schwedischen Kammerorchesters.
Fröst ist als Solist mit den meisten führenden Orchestern der Welt aufgetreten, darunter diese: New York Philharmonic, Concertgebouworkest, London Symphony Orchestra, Gewandhausorchester Leipzig, Los Angeles Philharmonic, Münchner Philharmoniker, das Elbphilharmonie-Orchester, NHK Symphony Orchestra, Wiener Symphoniker, Tonhalle-Orchester Zürich und Orchestre de Paris.
Zudem ist er als Entwickler von multimedialen Projekten mit Musik, Choreografie und Lichtdesign tätig, in denen er als Klarinettist, Dirigent, Texter und Conférencier auftritt. Er gilt als experimentierfreudiger musikalischer und medialer Grenzgänger. Fröst definiert neu, was es bedeutet, im 21. Jahrhundert Klarinettist zu sein, und was Orchester sein kann.
Fröst wurde in Uppsala Schweden geboren. Als fünfjähriger Junge begann er Geige zu spielen. Mit neun Jahren fing er an Klarinette zu lernen, nachdem er Jack Brymer in einer Aufnahme des Klarinettenkonzerts von Mozart gehört hatte.
Nach Abschluss der Grundschule zog er im Alter von 15 Jahren nach Stockholm, um an der dortigen Musikhochschule Klarinette bei Sölve Kingstedt und Kjell-Inge Stevensson zu studieren. Später setzte er seine Ausbildung an der Hochschule für Musik und Theater Hannover bei Hans Deinzer fort, bei dem auch etwa 10 Jahre zuvor Sabine Meyer studiert hatte.

Martin Fröst, Konzerthaus Dortmund

## Karriere

### Klarinettist

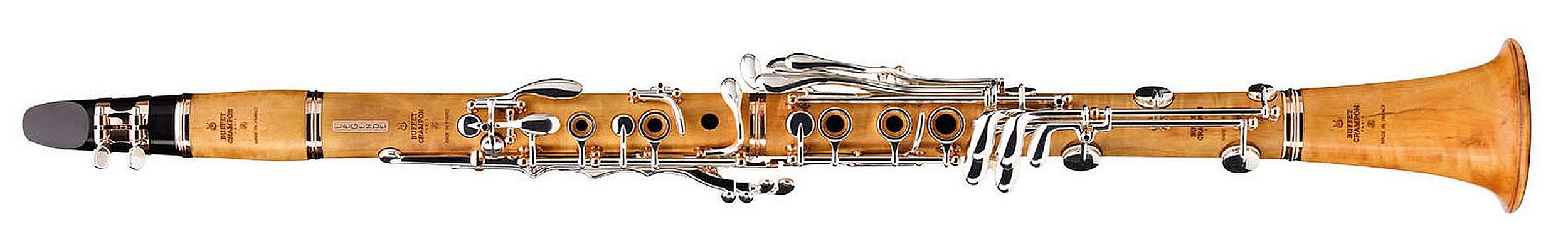
Buchsbaumklarinette in B von Buffet Crampon

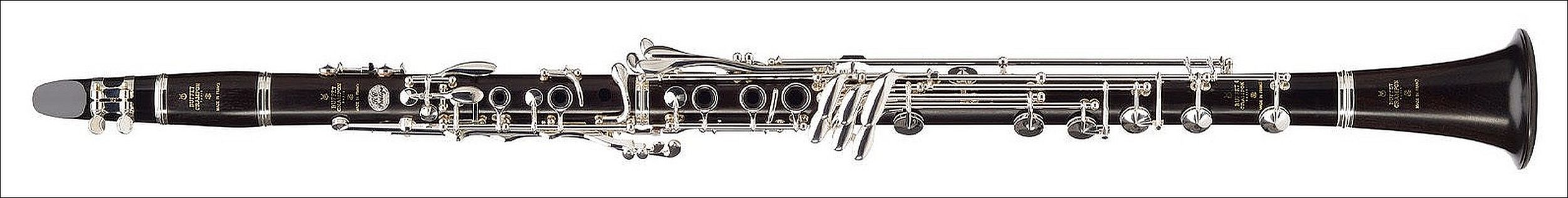
Bassettklarinette in A von Buffet Crampon

Als Klarinettist trat Fröst mit vielen Orchestern in Europa, den USA, Japan und China auf. Von der Saison 2006/07 bis 2008/09 war er Künstler der Reihe „Junge Wilde“ am Konzerthaus Dortmund. Zu seinem Repertoire sagt Fröst: „Ich habe eigentlich so gut wie alles gespielt, was für die Klarinette recht und gut ist.“ Dazu gehören auch Werke zeitgenössischer Komponisten, die diese eigens für ihn geschrieben haben, zum Beispiel John Adams, Krzysztof Penderecki, Anna Clyne, Anders Hillborg, Kalevi Aho, Rolf Martinsson, Bent Sørensen, Victoria Borisova-Ollas, Karin Rehnqvist und Sven-David Sandström. Zu den Dirigenten, mit denen er zusammengearbeitet hat, zählen Kirill Petrenko, Riccardo Chailly, Esa-Pekka Salonen, Gustavo Dudamel, Alan Gilbert, Paavo Järvi, Klaus Mäkelä, David Zinman, Vladimir Ashkenazy, Lahav Shani, Alain Altinoglu, Nicholas Collon, Maxim Emelyanychev, Jakub Hrusa, Hannu Lintu, Andrew Manze, Gianandrea Noseda, Jonathan Nott, Sakari Oramo und Osmo Vänska. Zu seinen Kammermusik-Partnern gehören u. a. Janine Jansen, Yuja Wang, Quatuor Ebene, Antoine Tamestit, Leif Ove Andsnes, Lucas Debargue, Roland Pöntinen, Nikolaj Szeps-Znaider und Joshua Bell.
Auch sein jüngerer Bruder Göran schreibt für ihn, vor allem Klezmer-Musik. 1998 betritt Fröst mit Aufführungen des Klarinettenkonzerts „Peacock Tales“ von Anders Hillborg mit Elementen aus Pantomime und Tanz (mit einer gezackten Maske) Neuland. Das Stück wurde weltweit mehr als 300 Mal aufgeführt.
Fröst war 10 Saisons lang künstlerischer Leiter des schwedischen Vinterfest-Musikfestivals, das er 2015 beendete. 2010 wurde er zum gemeinsamen künstlerischen Leiter des Stavangers Internationalen Kammermusikfestivals im Jahr 2010 und war dort bis 2015 tätig. Er war Assistenzdirigent des Norrköping Symphony Orchestra, künstlerischer Partner des Saint Paul Chamber Orchestra und hatte mehrere Residenzen in der Wigmore Hall in London.
Er war Artist in Residence in der Saison
- 2018–2019 beim hr-Sinfonieorchester Frankfurt am Main[11] und den Bamberger Symphonikern[12]
- 2019–2020 beim Tonhalle-Orchester Zürich[13]
- 2022–2023 beim Royal Concertgebouw Orchestra Amsterdam.[14]
- 2023-2024 beim Orchestre de la Suisse Romande

Am 5. Januar 2023 fand im Concertgebouw in Amsterdam die Uraufführung des Klarinettenkonzerts Weathered der in den USA lebenden britischen Komponistin Anna Clyne mit Martin Fröst als Solist statt, Aufführungsdauer: 27 Minuten.
In der Saison 2025–2026 wird Fröst Artist in Residence beim NDR Elbphilharmonie Orchester. Dabei wird er erstmals auch mit einer silbernen Metallklarinette auftreten.

#### Preise
Fröst erhielt die nachstehend genannten Preise:
- 1. Preis Concour de Geneve (1997)[17][18]
- Nippon Music Award (1997) für die Einspielung des Klarinettenkonzerts von Carl Nielsen[18]
- den Preis der schwedischen Tageszeitung Dagens Nyheter[19]
- Borletti-Buitoni Trust Award (2003)[20]
- BBC Radio 3 New Generation Artist (2003–2005)
- Litteris et Artibus (2012)
- Léonie-Sonning-Musikpreis (2014)[21]
- ECHO Klassik Instrumentalist of the Year Award in der Kategorie Klarinette 2016 für die CD „Roots“[22]
- Opus Klassik Instrumentalist of the Year Award in der Kategorie Klarinette 2021 für die CD „Vivaldi“ (2019/2020)[23]

#### Aufnahmen
Zu den Einspielungen Frösts gehören die Klarinettenkonzerte von Mozart (auf Bassettklarinette), Crusell, Weber, Nielsen, Hindemith, Copland und Aho sowie Werke für Klarinette und Klavier, darunter die Sonaten op. 120 von Brahms, zusammen mit dem Pianisten Roland Pöntinen. Auf seiner 2016 aufgenommenen CD „Roots“ erforscht der Künstler teils als Solist, teils mit Orchester- und Chorbegleitung Musik von den „Gregorianischen Gesängen und Stücken von Hildegard von Bingen und Telemann und führt über Zigeunermusik, Klezmer- und Volksmusik verschiedener Länder, Tango (Piazzolla) und Klassik (Brahms ‚Ungarischer Tanz Nr. 14‘, Schumanns ‚Fünf Stücke im Volkston‘, Bartóks ‚Rumänische Volkstänze‘) bis hin zu neuen Werken von Hans Ek, Göran Fröst und Anders Hillborg.“ Auf seiner neusten CD (April 2020) spielt er auf einer Klarinette aus Buchsbaum, eigens für ihn eingerichtet, zusammen mit dem Ensemble Concerto Köln, Stücke aus Opern und Oratorien von Antonio Vivaldi, zu dessen Zeit es noch keine Klarinette gab. 2022 folgte die CD Nachtpassaggen mit Werken von: Domenico Scarlatti (1685–1757), Chick Corea (1941–2021), Henry Purcell (1659–1695), Johann Sebastian Bach (1685–1750), Richard Rodgers (1902–1979), Jean Philippe Rameau (1683–1764), Marc (Pietro) Antonio Cesti (1623–1669), Georg Friedrich Händel (1685–1759), Hugo Alfven (1872–1960) und Gordon Jenkins (1910–1984).

### Dirigent
Seit der Saison 2019/20 ist Fröst für zunächst drei Jahre Chefdirigent des Schwedischen Kammerorchesters. Zuvor hatte er als Gastdirigent verschiedene Orchester dirigiert. Zudem war er künstlerischer Leiter von Musikfestivals. Fröst sagt in einem Interview im Mai 2018: „Ich kam von unterschiedlichen Seiten zum Dirigieren, also habe ich viel ausprobiert. Ich habe versucht zu dirigieren und dann zu spielen, ich habe versucht nur zu spielen und überließ das Orchester sich selbst und ich habe sogar etwas getan, das ich ,Conductography’ nenne. Ich gebe Werke mit einer bestimmten Choreographie in Auftrag und das Orchester reagiert auf meine Bewegungen – und das hat ebenfalls funktioniert… Natürlich braucht man sehr gute Ohren und Führungsqualitäten und man muss wissen, wie man Musik formen kann, wie man Klänge formen kann.“ In der Saison 2023/2024 leitet Fröst das Sinfonieorchester von Kastilien und León.

## Projekte
Seit 2013 hat Fröst alle zwei bis drei Jahre ein Projekt auf die Bühne gebracht, bei dem er als Klarinettist, Dirigent, Texter, Zeremonienmeister Schauspieler und gelegentlich auch als Tänzer auftritt und die er in Zusammenarbeit mit dem Royal Stockholm Philharmonic Orchestra, Komponisten, Choreographen und Lichttechnikern entwickelt. Die vorgestellten Projekte tragen die Namen Dollhouse, Genesis, Retropia und Exodus. Mit diesen Projekten ist Fröst beides: Trendsetter und Wahrer der Tradition, neue Türen dafür öffnend, was Klassische Musik mit sich bringen kann.

### Dollhouse (2013)
Bei Dollhouse werden Kompositionen von Göran Fröst, Paul Dukas, Bent Sörensen, Manuel de Falla und Anders Hillborg einerseits sowie Choreographie und Licht eine Einheit. Es ist die erste Zusammenarbeit von Fröst mit dem Lichtdesigner und Choreographen Linus Fellbom. Die Uraufführung war im Oktober 2013 mit einer Aufführungsdauer ca. 1:35 h.
Der Künstler sagt dazu auf seiner Website: „Bei Dollhouse geht es sehr um Befreiung, sowohl in ihrer physischen als auch in ihrer symbolischen Form, um die unsichtbaren Fäden, die uns an der Erde festhalten, zusammenbinden und wegtragen können. Es ist ein Konzert mit Bewegung als Zentrum, eine Metapher auf den Spuren von Petruschka und Pinocchio.“

### Genesis (2015)
Genesis ist ein Programm von Werken aus einem Jahrtausend Musikgeschichte, angefangen von griechischer Musik des 2. Jahrhunderts (Mesomedes) über Kompositionen von Hildegard von Bingen, Telemann, Piazzolla, Messiaen, Lutoslawski und Hillborg, um nur einige zu nennen. Dazwischen volkstümliche Musik von Bartok und Klezmer-Tänze von Goran Fröst. Alte und neue Musik und Musik aus aller Welt wird vereint. „Es hängt alles zusammen und die Musik spiegelt auch Menschen wider“, so Fröst.
Die Aufführungsdauer beträgt ca. 1:42 h; eine Dokumentation mit Angabe aller Stücke und ein Video der Aufführung finden sich auf konserthuset.

### Retropia (2018)
Retropia, Retro und Utopia, Rückblick, aber auch Entwurf künftiger Formen der Musik. Wir hören im rückblickenden Teil die Ouvertüre zu Mozarts Hochzeit des Figaro, gefolgt von der Vierten Sinfonie Beethovens. Die Gegenwart der Musik bilden ab: Exodus: Abflug für Soloklarinette (Premiere) der in Russland geborenen aber in Schweden lebenden Komponistin Victoria Borisova-Ollas, Angelus novus für Kammerorchester des schwedischen Komponisten Jacob Mühlrad und Nomadia für Klarinette und Kammerorchester von Göran und Martin Fröst, während sich die Zukunft in Emerge für Klarinette, Orchester und Gestrument von Jesper Nordin andeutet. Bewegungssensoren an der Klarinette bewirken, dass jede Bewegung Frösts in Musik umgewandelt wird. „In Emerge haben ich und Martin versucht, die Zukunft der Musik zu finden, Technologie durch mein technologisches Instrument Gestrument - Gesten-Instrument - beizumischen, mit dem man auf einem virtuellen Orchester spielen kann, während man auf seiner Klarinette spielt und das Live-Orchester dirigiert und neue Wege des Ausdrucks findet“, sagt Nordin.
Fröst: „Das Stück sieht ein Gestrument vor, es nennt sich ,Space in the Air’ und beinhaltet Musik-DNA. Wenn ich die Luft berühre, wird es zu Klang, erzeugt durch eine Infrarotkamera. Ich kann in der Luft mit meinen Fingern spielen, wozu ich einen Choreographen für die Bewegungen brauche. Und auch das ist eine Art der Zukunft der Musik. Zu Beginn des Stückes sage ich ,Wohin geht die Musik?’ Kann ich sie fühlen? Geht sie in die Zukunft? Kann ich sie berühren? Und dann führe ich buchstäblich meine Hand in die Luft zwischen mir und dem Publikum und plötzlich entsteht ein Klang. Es ist also ein Gespräch zwischen mir, dem Gestrument, dem Raum und dem Orchester hinter mir. Es ist eigentlich ziemlich aufregend.“
Premiere war am 18. Mai 2018 in Stockholm. Eine Dokumentation mit Angabe aller Stücke und ein Video finden sich auf konserthuset. Die Aufführungsdauer beträgt ca. 1:45 h mit Zugabe des Klezmer-Tanzes Nr. 2 für Klarinette und Streichorchester von Göran Fröst.

### Xodus (2022)
Mit einem Jahr Verspätung aufgrund der Pandemie kam das Projekt, ursprünglich Exodus, unter dem Namen „XODUS (The Way Out Lies Within)“ am 5. Mai 2022 im Stockholmer Konserhuset unter Mitwirkung von mehr als 100 Personen und mit Live-Malerei auf einer großen Leinwand auf die Bühne, Aufführungsdauer etwa 75 Minuten. Die Texte mit englischen Untertiteln und die Live-Bilder stammen von dem in Schweden sehr bekannten Multikünstler Jesper Waldersten. Fröst trat als Klarinettist, Dirigent des Königlichen Philharmonischen Orchesters Stockholm und eines Kammerchors auf, und wiederum als „Zeremonienmeister“. Konserthuset hat ein Video der Aufführung online gestellt mit einer kurzen Einführung und einer Aufstellung aller für dieses Werk arrangierten Musiktitel. Dazu gehören zum einen Kompositionen von Johann Sebastian Bach, Georg Friedrich Händel, Wolfgang Amadeus Mozart, Johannes Brahms, Giuseppe Verdi und Bela Bartok, zum anderen zeitgenössische Stücke der schwedischen Komponisten Hans Ek, Anders Hillborg, Goran Fröst, Annamaria Kowalsky sowie eine Bearbeitung traditioneller Stücke durch den spanischen Klarinettisten und Arrangeur Alberto Álvarez García. Der schwedische Lichtdesigner Linus Fellbom, der vor allem in den Bereichen Theater, Oper und Tanz tätig ist, übernahm die Lichtgestaltung und Regie.
In einer Rezension heißt es: „Der Musiker Martin Fröst und der Künstler Jesper Waldersten verschieben die Grenzen dessen, was ein klassisches Konzert sein kann.“

## Martin Fröst Foundation
Fröst gründete 2019 eine Stiftung, deren Ziel es ist, Kindern und Jugendlichen in Schweden und anderen Ländern die Möglichkeit zu geben, Musikunterricht und Zugang zu Instrumenten zu erhalten. Hauptsponsor ist die Firma Buffet Crampon, die Instrumente spendet und finanzielle Unterstützung gewährt. Im Übrigen kann jeder die Stiftung durch einmalige oder monatliche Zuwendungen fördern.

## Privates
Fröst lebt mit seiner Ehefrau Karin (geb. Berglund) und seinen beiden Kindern in Stockholm.